# NGC 673
NGC 673 ist eine Balken-Spiralgalaxie vom Hubble-Typ SBc im Sternbild Widder auf der Ekliptik. Sie ist schätzungsweise 235 Millionen Lichtjahre von der Milchstraße entfernt und hat einen Durchmesser von etwa 140.000 Lichtjahren. Vom Sonnensystem aus entfernt sich die Galaxie mit einer errechneten Radialgeschwindigkeit von näherungsweise 5.200 Kilometern pro Sekunde.
Sie ist die Zentralgalaxie der 17 Mitglieder zählenden Lyons Groups of Galaxies LGG 31.
Die Supernovae SN 1996bo (Typ Ia) und SN 2001fa (Typ IIn) wurden hier beobachtet.
Im selben Himmelsareal befinden sich unter anderem die Galaxien NGC 683, PGC 6531, PGC 6580, PGC 212835.
Das Objekt wurde am 4. September 1786 von dem deutsch-britischen Astronomen Wilhelm Herschel entdeckt.

## NGC 673-Gruppe (LGG 31)
| Galaxie  | Alternativname | Entfernung/Mio. Lj |
| -------- | -------------- | ------------------ |
| NGC 673  | PGC 6624       | 235                |
| NGC 665  | PGC 6415       | 248                |
| NGC 677  | PGC 6673       | 230                |
| NGC 683  | PGC 6718       | 238                |
| IC 156   | PGC 6448       | 250                |
| IC 162   | PGC 6643       | 234                |
| PGC 6358 | UGC 1209       | 222                |
| PGC 6475 | UGC 1237       | 236                |
| PGC 6580 | UGC 1255       | 237                |
| PGC 6627 | UGC 1261       | 228                |
| PGC 6628 | UGC 1262       | 230                |
| PGC 6634 | UGC 1263       | 238                |
| PGC 6643 | UGC 1267       | 234                |
| PGC 6654 | UGC 1268       | 236                |
| PGC 6694 | UGC 1282       | 237                |
| PGC 6817 | UGC 1312       | 236                |
| PGC 6863 | UGC 1323       | 220                |